# Đội tuyển bóng đá quốc gia Bắc Ireland
Đội tuyển bóng đá quốc gia Bắc Ireland (tiếng Anh: Northern Ireland national football team) là đội tuyển cấp quốc gia của Bắc Ireland do Hiệp hội bóng đá Bắc Ireland quản lý.
Trận thi đấu quốc tế đầu tiên của đội tuyển Bắc Ireland là trận gặp đội tuyển Anh vào năm 1883. Đội chính thức lần đầu tiên giành vé tham dự Euro 2016 và gây bất ngờ khi lọt vào đến vòng 16 đội của chính giải đấu đó.

## Thành tích tại các giải đấu

### Giải vô địch thế giới
| Năm           | Thành tích                             | Thứ hạng                               | Số trận                                | Thắng                                  | Hòa*                                   | Thua                                   | Bàn thắng                              | Bàn thua                               |
| ------------- | -------------------------------------- | -------------------------------------- | -------------------------------------- | -------------------------------------- | -------------------------------------- | -------------------------------------- | -------------------------------------- | -------------------------------------- |
| 1930 đến 1938 | Không tham dự, là một phần của Ireland | Không tham dự, là một phần của Ireland | Không tham dự, là một phần của Ireland | Không tham dự, là một phần của Ireland | Không tham dự, là một phần của Ireland | Không tham dự, là một phần của Ireland | Không tham dự, là một phần của Ireland | Không tham dự, là một phần của Ireland |
| 1950 đến 1954 | Không vượt qua vòng loại               | Không vượt qua vòng loại               | Không vượt qua vòng loại               | Không vượt qua vòng loại               | Không vượt qua vòng loại               | Không vượt qua vòng loại               | Không vượt qua vòng loại               | Không vượt qua vòng loại               |
| 1958          | Tứ kết                                 | 8                                      | 5                                      | 2                                      | 1                                      | 2                                      | 6                                      | 10                                     |
| 1962 đến 1978 | Không vượt qua vòng loại               | Không vượt qua vòng loại               | Không vượt qua vòng loại               | Không vượt qua vòng loại               | Không vượt qua vòng loại               | Không vượt qua vòng loại               | Không vượt qua vòng loại               | Không vượt qua vòng loại               |
| 1982          | Vòng 2                                 | 9                                      | 5                                      | 1                                      | 3                                      | 1                                      | 5                                      | 7                                      |
| 1986          | Vòng 1                                 | 21                                     | 3                                      | 0                                      | 1                                      | 2                                      | 2                                      | 6                                      |
| 1990 đến 2022 | Không vượt qua vòng loại               | Không vượt qua vòng loại               | Không vượt qua vòng loại               | Không vượt qua vòng loại               | Không vượt qua vòng loại               | Không vượt qua vòng loại               | Không vượt qua vòng loại               | Không vượt qua vòng loại               |
| 2026 đến 2034 | Chưa xác định                          | Chưa xác định                          | Chưa xác định                          | Chưa xác định                          | Chưa xác định                          | Chưa xác định                          | Chưa xác định                          | Chưa xác định                          |
| Tổng cộng     | 3/16                                   | 1 lần tứ kết                           | 13                                     | 3                                      | 5                                      | 5                                      | 13                                     | 23                                     |

*Tính cả các trận hoà ở các vòng đấu loại trực tiếp phải giải quyết bằng sút phạt đền luân lưu.

### Giải vô địch châu Âu
Bắc Ireland mới có một lần tham dự vòng chung kết Giải vô địch bóng đá châu Âu năm 2016. Ở lần tham dự đầu tiên này đội đã vượt qua được vòng bảng và dừng chân ở vòng 16 đội.
| Năm           | Thành tích               | Số trận                  | Thắng                    | Hòa                      | Thua                     | Bàn thắng                | Bàn thua                 |
| ------------- | ------------------------ | ------------------------ | ------------------------ | ------------------------ | ------------------------ | ------------------------ | ------------------------ |
| 1960          | Không tham dự            | Không tham dự            | Không tham dự            | Không tham dự            | Không tham dự            | Không tham dự            | Không tham dự            |
| 1964 đến 2012 | Không vượt qua vòng loại | Không vượt qua vòng loại | Không vượt qua vòng loại | Không vượt qua vòng loại | Không vượt qua vòng loại | Không vượt qua vòng loại | Không vượt qua vòng loại |
| 2016          | Vòng 2                   | 4                        | 1                        | 0                        | 3                        | 2                        | 3                        |
| 2020 đến 2024 | Không vượt qua vòng loại | Không vượt qua vòng loại | Không vượt qua vòng loại | Không vượt qua vòng loại | Không vượt qua vòng loại | Không vượt qua vòng loại | Không vượt qua vòng loại |
| 2028          | Đồng chủ nhà             | Đồng chủ nhà             | Đồng chủ nhà             | Đồng chủ nhà             | Đồng chủ nhà             | Đồng chủ nhà             | Đồng chủ nhà             |
| 2032          | Chưa xác định            | Chưa xác định            | Chưa xác định            | Chưa xác định            | Chưa xác định            | Chưa xác định            | Chưa xác định            |
| Tổng cộng     | 1/14 1 lần vòng 16 đội   | 4                        | 1                        | 0                        | 3                        | 2                        | 3                        |

### UEFA Nations League
| Thành tích tại UEFA Nations League | Thành tích tại UEFA Nations League | Thành tích tại UEFA Nations League | Thành tích tại UEFA Nations League | Thành tích tại UEFA Nations League | Thành tích tại UEFA Nations League | Thành tích tại UEFA Nations League | Thành tích tại UEFA Nations League | Thành tích tại UEFA Nations League | Thành tích tại UEFA Nations League | Thành tích tại UEFA Nations League | Thành tích tại UEFA Nations League | Thành tích tại UEFA Nations League |
| Mùa giải                           | Hạng đấu                           | Bảng                               | Kết quả                            | Pos                                | Pld                                | W                                  | D                                  | L                                  | GF                                 | GA                                 | RK                                 |                                    |
| ---------------------------------- | ---------------------------------- | ---------------------------------- | ---------------------------------- | ---------------------------------- | ---------------------------------- | ---------------------------------- | ---------------------------------- | ---------------------------------- | ---------------------------------- | ---------------------------------- | ---------------------------------- | ---------------------------------- |
| 2018–19                            | B                                  | 3                                  | Vòng bảng                          | 3rd                                | 4                                  | 0                                  | 0                                  | 4                                  | 2                                  | 7                                  | 24th                               |                                    |
| 2020–21                            | B                                  | 1                                  | Vòng bảng                          | 4th                                | 6                                  | 0                                  | 2                                  | 4                                  | 4                                  | 11                                 | 32nd                               |                                    |
| 2022–23                            | C                                  | 2                                  | Vòng bảng                          | 2rd                                | 6                                  | 1                                  | 2                                  | 3                                  | 7                                  | 10                                 | 44nd                               |                                    |
| Tổng cộng                          | Tổng cộng                          | Tổng cộng                          | Vòng bảng giải đấu B               | 1/1                                | 16                                 | 1                                  | 4                                  | 11                                 | 13                                 | 28                                 | 24th                               |                                    |

## Đội hình

### Đội hình hiện tại
Dưới đây là đội hình sau khi hoàn thành UEFA Nations League 2022–23.

Số liệu thống kê tính đến ngày 27 tháng 9 năm 2022 sau trận gặp Hy Lạp.

| Số | VT | Cầu thủ                   | Ngày sinh (tuổi)  | Trận | Bàn | Câu lạc bộ                                |
| -- | -- | ------------------------- | ----------------- | ---- | --- | ----------------------------------------- |
| 1  | TM | Bailey Peacock-Farrell    | 29 tháng 10, 1996 | 35   | 0   | Burnley                                   |
| 12 | TM | Conor Hazard              | 5 tháng 3, 1998   | 4    | 0   | HJK Helsinki (on loan from Celtic)        |
| 23 | TM | Luke Southwood            | 6 tháng 12, 1997  | 1    | 0   | Cheltenham Town (on loan from Reading)    |
|    |    |                           |                   |      |     |                                           |
| 5  | HV | Jonny Evans               | 3 tháng 1, 1988   | 100  | 5   | Leicester City                            |
| 17 | HV | Paddy McNair              | 27 tháng 4, 1995  | 58   | 6   | Middlesbrough                             |
| 11 | HV | Shane Ferguson            | 12 tháng 7, 1991  | 56   | 2   | Rotherham United                          |
| 3  | HV | Jamal Lewis               | 25 tháng 1, 1998  | 28   | 0   | Newcastle United                          |
| 4  | HV | Tom Flanagan              | 21 tháng 10, 1991 | 15   | 0   | Shrewsbury Town                           |
| 22 | HV | Ciaron Brown              | 14 tháng 1, 1998  | 12   | 0   | Oxford United                             |
| 2  | HV | Conor Bradley             | 9 tháng 7, 2003   | 10   | 0   | Bolton Wanderers (on loan from Liverpool) |
| 19 | HV | Paddy Lane                | 18 tháng 2, 2001  | 3    | 0   | Fleetwood Town                            |
| 10 | HV | Kofi Balmer               | 19 tháng 9, 2000  | 0    | 0   | Crystal Palace                            |
|    |    |                           |                   |      |     |                                           |
| 8  | TV | Steven Davis (đội trưởng) | 1 tháng 1, 1985   | 140  | 13  | Rangers                                   |
| 13 | TV | Corry Evans               | 17 tháng 7, 1990  | 70   | 2   | Sunderland                                |
| 6  | TV | George Saville            | 1 tháng 6, 1993   | 42   | 0   | Millwall                                  |
| 15 | TV | Jordan Thompson           | 3 tháng 1, 1997   | 26   | 0   | Stoke City                                |
| 16 | TV | Ali McCann                | 4 tháng 12, 1999  | 16   | 1   | Preston North End                         |
| 20 | TV | Shea Charles              | 5 tháng 11, 2003  | 4    | 0   | Manchester City                           |
|    | TV | Conor McMenamin           | 24 tháng 8, 1995  | 4    | 0   | Glentoran                                 |
|    |    |                           |                   |      |     |                                           |
| 21 | TĐ | Josh Magennis             | 15 tháng 5, 1990  | 69   | 10  | Wigan Athletic                            |
| 18 | TĐ | Gavin Whyte               | 31 tháng 1, 1996  | 28   | 5   | Cardiff City                              |
| 9  | TĐ | Shayne Lavery             | 8 tháng 12, 1998  | 17   | 3   | Blackpool                                 |
| 14 | TĐ | Dion Charles              | 7 tháng 10, 1995  | 13   | 0   | Bolton Wanderers                          |

### Triệu tập gần đây
| Vt | Cầu thủ           | Ngày sinh (tuổi)  | Số trận | Bt | Câu lạc bộ                                    | Lần cuối triệu tập               |
| -- | ----------------- | ----------------- | ------- | -- | --------------------------------------------- | -------------------------------- |
| TM | Trevor Carson     | 5 tháng 3, 1988   | 8       | 0  | St Mirren                                     | v. Síp, 12 June 2022             |
| TM | Josh Clarke       | 28 tháng 7, 2004  | 0       | 0  | Celtic                                        | v. Síp, 12 June 2022             |
| TM | Dermot Mee        | 20 tháng 11, 2002 | 0       | 0  | Manchester United                             | Training camp in May 2022        |
| TM | Liam Hughes       | 19 tháng 8, 2001  | 0       | 0  | Liverpool                                     | v. Bulgaria, 12 October 2021     |
|    |                   |                   |         |    |                                               |                                  |
| HV | Daniel Ballard    | 22 tháng 9, 1999  | 16      | 2  | Sunderland                                    | v. Síp, 12 June 2022             |
| HV | Brodie Spencer    | 6 tháng 5, 2004   | 3       | 0  | Huddersfield Town                             | v. Síp, 12 June 2022             |
| HV | Trai Hume         | 18 tháng 3, 2002  | 2       | 0  | Sunderland                                    | v. Síp, 12 June 2022             |
| HV | Sam McClelland    | 4 tháng 1, 2002   | 1       | 0  | Barrow (on loan from Chelsea)                 | Training camp in May 2022        |
| HV | Sean Stewart      | 21 tháng 1, 2003  | 0       | 0  | Norwich City                                  | Training camp in May 2022        |
| HV | Michael Forbes    | 29 tháng 4, 2004  | 0       | 0  | West Ham United                               | Training camp in May 2022        |
| HV | Ruairi McConville | 1 tháng 5, 2005   | 0       | 0  | Brighton & Hove Albion                        | Training camp in May 2022        |
| HV | Craig Cathcart    | 6 tháng 2, 1989   | 69      | 2  | Watford                                       | v. Hungary, 29 March 2022        |
| HV | Ryan McLaughlin   | 30 tháng 9, 1994  | 5       | 0  | Unattached                                    | v. Bulgaria, 12 October 2021 INJ |
| HV | Michael Smith     | 4 tháng 9, 1988   | 19      | 1  | Heart of Midlothian                           | v. Thụy Sĩ, 9 October 2021 INJ   |
|    |                   |                   |         |    |                                               |                                  |
| TV | Niall McGinn      | 20 tháng 7, 1987  | 73      | 6  | Dundee                                        | v. Síp, 12 June 2022             |
| TV | Liam Donnelly     | 7 tháng 3, 1996   | 4       | 0  | Kilmarnock                                    | v. Síp, 12 June 2022             |
| TV | Alfie McCalmont   | 25 tháng 3, 2000  | 4       | 0  | Leeds United                                  | v. Síp, 12 June 2022             |
| TV | Caolan Boyd-Munce | 26 tháng 1, 2000  | 0       | 0  | Middlesbrough                                 | v. Síp, 12 June 2022             |
| TV | Charlie McCann    | 24 tháng 4, 2002  | 0       | 0  | Rangers                                       | v. Síp, 12 June 2022             |
| TV | Oisin Smyth       | 5 tháng 5, 2000   | 0       | 0  | Oxford United                                 | Training camp in May 2022        |
| TV | Barry Baggley     | 11 tháng 1, 2002  | 0       | 0  | Fleetwood Town                                | Training camp in May 2022        |
| TV | Terry Devlin      | 6 tháng 3, 2003   | 0       | 0  | Glentoran                                     | Training camp in May 2022        |
| TV | Charlie Allen     | 22 tháng 11, 2003 | 0       | 0  | Leeds United                                  | Training camp in May 2022        |
| TV | Darren Robinson   | 29 tháng 12, 2004 | 0       | 0  | Derby County                                  | Training camp in May 2022        |
| TV | Stuart Dallas     | 19 tháng 4, 1991  | 62      | 3  | Leeds United                                  | v. Hungary, 29 March 2022        |
| TV | Matty Kennedy     | 1 tháng 11, 1994  | 3       | 0  | Aberdeen                                      | v. Luxembourg, 25 March 2022 INJ |
| TV | Jordan Jones      | 24 tháng 10, 1994 | 18      | 1  | Kilmarnock (on loan from Wigan Athletic)      | v. Ý, 15 November 2021           |
| TV | Ethan Galbraith   | 11 tháng 5, 2001  | 2       | 0  | Salford City (on loan from Manchester United) | v. Ý, 15 November 2021           |
| TV | Carl Winchester   | 12 tháng 4, 1993  | 1       | 0  | Shrewsbury Town (on loan from Sunderland)     | v. Bulgaria, 12 October 2021     |
|    |                   |                   |         |    |                                               |                                  |
| TĐ | Kyle Lafferty     | 16 tháng 9, 1987  | 89      | 20 | Kilmarnock                                    | v. Kosovo, 24 June 2022 WTD      |
| TĐ | Conor Washington  | 18 tháng 5, 1992  | 35      | 6  | Rotherham United                              | v. Síp, 5 June 2022 INJ          |
| TĐ | Paul Smyth        | 10 tháng 9, 1997  | 3       | 1  | Leyton Orient                                 | Training camp in May 2022        |
| TĐ | Dale Taylor       | 12 tháng 12, 2003 | 1       | 0  | Nottingham Forest                             | v. Ý, 15 November 2021           |

- INJ Rút lui vì chấn thương.
- PRE Đội hình sơ bộ.
- RET Đã giã từ đội tuyển quốc gia.